# Jerzy Marciniak (menadżer)
Jerzy Marciniak (ur. 9 sierpnia 1950) – polski menadżer, urzędnik państwowy. Współtwórca i w latach 2008–2013 prezes Grupy Azoty S.A., wprowadził Zakłady Azotowe w Tarnowie Mościcach na Giełdę Papierów Wartościowych.

## Życiorys
Ukończył VII Liceum Ogólnokształcące w Krakowie, absolwent Wydziału Matematyki, Fizyki i Chemii Uniwersytetu Jagiellońskiego w Krakowie (1973) oraz Podyplomowego Studium Menadżerskiego Wydziału Zarządzania Uniwersytetu Warszawskiego (1994).
Przebieg kariery zawodowej
- 14 marca 2008 r. – 30 czerwca 2013 r. – Prezes Zarządu Grupy Azoty S.A. (do 29 kwietnia 2013 r. Prezes Zarządu Dyrektor Generalny) – wprowadzenie spółki na Giełdę Papierów Wartościowych w Warszawie; dwie dodatkowe emisje akcji i pozyskanie środków finansowych z Giełdy Papierów Wartościowych oraz emisja akcji zamiennych na przejęcia spółek chemicznych; wdrożenie systemu SAP w Grupie Kapitałowej Azoty Tarnów (po przekształceniach: Grupa Azoty S.A.); rozbudowa grupy kapitałowej poprzez przejęci spółki Unylon Polymers Gmbh w Guben w Niemczech[2] (po przekształceniach: Grupa Azoty ATT Polymers); objęcie pakietu 94% akcji ZAK S.A.[3] (obecnie Grupa Azoty Kędzierzyn); przejęcie kontroli (66% udziałów) nad Zakładami Chemicznymi Police S.A.[4] (po przekształceniach: Grupa Azoty Police); przejęcie 94% akcji Zakładów Azotowych Puławy S.A.[5] (po przekształceniach: Grupa Azoty Puławy); sprzedaż spółek zależnych niestanowiących o podstawowym biznesie Grupy Kapitałowej Azoty Tarnów i utworzenie największej chemicznej grupy kapitałowej w Polsce oraz drugiego co do wielkości producenta nawozów w Europie;
- 11 grudnia 2007 r. – 29 lutego 2008 r. – Doradca Ministra w Ministerstwie Skarbu Państwa;
- 2 kwietnia 2004 r. – 14 marca 2008 r. – Prezes Zarządu Tarnowskiej Agencji Rozwoju Regionalnego S.A.;
- 31 grudnia 1998 r. – 3 stycznia 2004 r. – Dyrektor Specjalistycznego Szpitala im. E. Szczeklika w Tarnowie (Wikidane) – restrukturyzacja szpitala zagrożonego upadłością[1];
- 1 stycznia 1996 r. – 31 grudnia 1998 r. – Dyrektor Generalny Urzędu Wojewódzkiego w Tarnowie;
- 1 stycznia 1992 r. – 31 grudnia 1995 r. – Dyrektor Oddziału Regionalnego Kasy Rolniczego Ubezpieczenia Społecznego  w Tarnowie, odpowiedzialny za utworzenie oddziału regionalnego oraz czterech placówek terenowych[1] i sześciu gabinetów rehabilitacji rolników;
- 1 kwietnia 1983 r. – 31 grudnia 1991 r. – Zastępca Dyrektora Oddziału Zakładu Ubezpieczeń Społecznych  w Tarnowie;
- 1 października 1975 r. – 31 marca 1983 r. – Projektant Systemów Elektronicznego Przetwarzania Danych w Zakładach Azotowych w Tarnowie-Mościcach;
- 1 września 1973 – 30 września 1975 r. – Asystent naukowo-badawczy w Instytucie Obróbki Skrawaniem w Krakowie.

## Inne sprawowane funkcje

### Członek Rad Nadzorczych
- Grupa Kęty S.A.;
- Krajowa Spółka Cukrowa S.A.;
- Agencja Rozwoju Przemysłu S.A.;
- ZAK S.A.;
- Zakłady Chemiczne Organika-Sarzyna S.A.;
- Zespół Elektrowni Wodnych Solina-Myczkowce S.A.;
- PZU Życie S.A.[6];
- Zakłady Chemiczne Police S.A.[7]
- Zakłady Azotowe Puławy S.A.[8]
- Miejskie Przedsiębiorstwo Energetyki Cieplnej S.A. w Tarnowie[9].

## Otrzymane odznaczenia i nagrody

### Odznaczenia
- Krzyż Kawalerski Orderu Odrodzenia Polski (za działalność na rzecz służby zdrowia[1]) (2010 r.);
- Złoty Krzyż Zasługi (1998 r.);
- Brązowy Krzyż Zasługi.

### Tytuły honorowe
- Laureat Rankingu Najlepszych Prezesów Spółek Giełdowych (Magazyn Forbes – 2013 r.)[10];
- tytuł Prezesa Roku Spółek Giełdowych (przyznany 6 marca 2013 r za rok 2012 r. przez kapitułę Gazeta Giełdy i Inwestorów PARKIET;
- Laureat „Ludzie Dekady – Ci, którzy zmienili polską Naftę i Chemię”[11]
- Laureat tytułu „Człowiek Roku 2011” w plebiscycie dziennika „Polska Gazeta Krakowska” za wspieranie kultury i sportu w regionie[12][13][14],
- Laureat tytułu „Finansista Roku 2011” przyznawanego przez tygodnik społeczno-ekonomiczny Gazeta Finansowa[15]